# 世界経済ダイヤル
世界経済ダイヤル（せかいけいざいダイヤル）は、日本短波放送（ラジオたんぱ）→ ラジオNIKKEI第1放送等で、毎月第1,2週の金曜日08:45-09:00に放送された政府広報番組。制作：世界経済研究協会、制作協力：外務省、番組提供：三井物産。

## 概要
1960年10月3日放送開始。近年は祝祭日を除く平日07:35-07:45に放送されていたが、2008年度から金曜（週1回）のみ、2010年度からは第1,2金曜（月2回）のみに縮小された。番組バックナンバーは、オンデマンド（番組ホームページ経由）で一定期間聴取可能。
国際経済情勢を外交官ら専門家が解説する内容。番組と連動した月刊誌『世界経済評論』の発行や、講演会『世界経済評論フォーラム』も催されている。2013年3月8日放送終了。

## 2008年3月以前の番組内容
月-木曜は、国際経済の注目テーマにつき、当該分野の専門家が2-4回程度に分けて解説。
金曜は『経済トピックス』と題し、国際経済情勢の注目事項を、韮澤嘉雄（経済評論家、世界経済研究協会専務理事）が番組開始以来一貫して解説していたが、韮澤が2006年10月に急逝したため、同局の記者が暫定的に担当した後、伊藤さゆり（ニッセイ基礎研究所）に引き継がれた。
エコノミスト2名の対談形式による『世界経済ダイヤル・マンスリー』も、毎月第2土曜日08:30-09:20に第2放送で放送されていた。

## 新・世界経済ダイヤル
この番組は一度2013年3月で終了したが、同5月より放送日時を毎月第1・2火曜日の午前11:35-11:50に「新・世界経済ダイヤル」（NEC提供）と題して2週間を一つのくくりとして、世界の経済状況についての専門家の解説を行っている。
2014年4月の放送からは月1回・原則として第1金曜日8:30-8:45の枠に放送時間を移動していた。2016年3月4日放送終了。